# Hippophae
Genre
Classification APG II (2003)
Hippophae est un genre de plantes à fleurs de la famille des Elaeagnaceae.

## Liste des espèces
- Hippophae goniocarpa
- Hippophae gyantsensis
- Hippophae litangensis
- Hippophae neurocarpa
- Hippophae rhamnoides (Argousier)
- Hippophae salicifolia
- Hippophae tibetana